# Панівні вітри

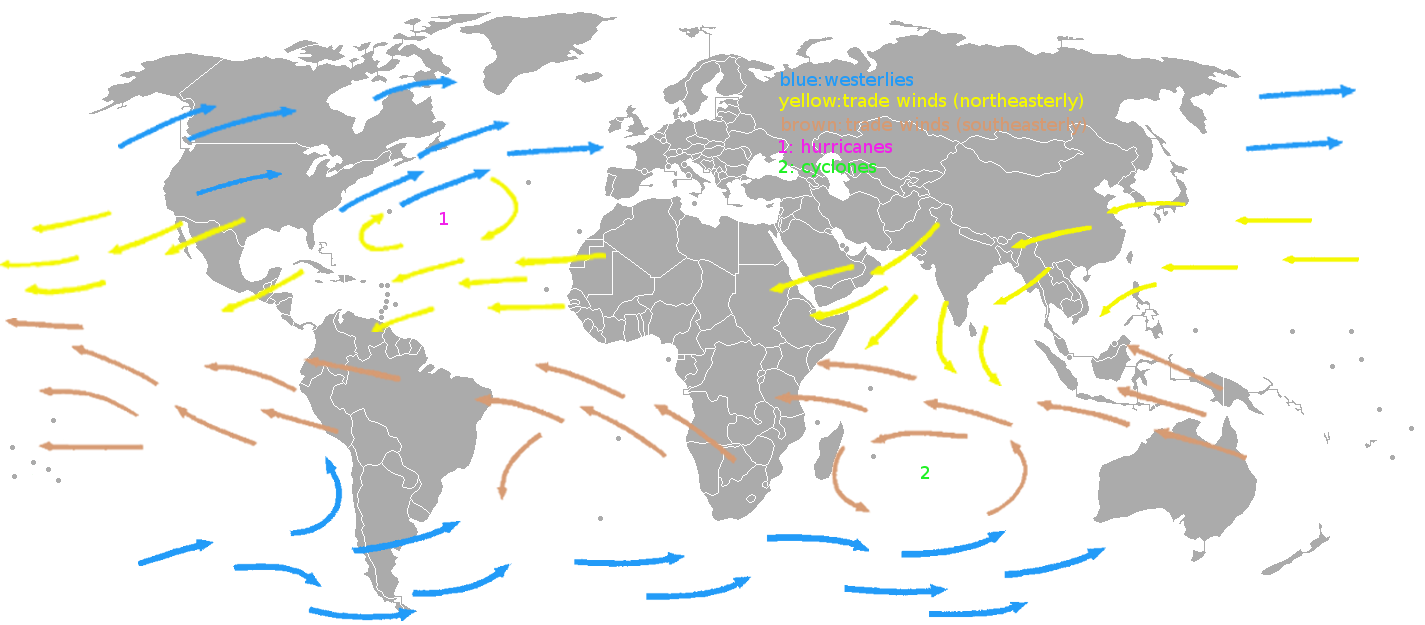
Мапа пасатів та західних вітрів помірного поясу

Панівні вітри — вітри, що у певній місцевості дмуть переважно у одному напрямку. Панівні вітри здебільшого є частиною глобальної картини циркуляції повітря в атмосфері Землі, включаючи пасати, мусони, західні вітри помірного поясу та східні вітри полярних районів. У районах, де глобальні вітри слабкі, панівні вітри визначаються напрямками бризу та інших локальних факторів. Крім того, глобальні вітри можуть відхилятися від типових напрямків залежно від наявності перешкод.

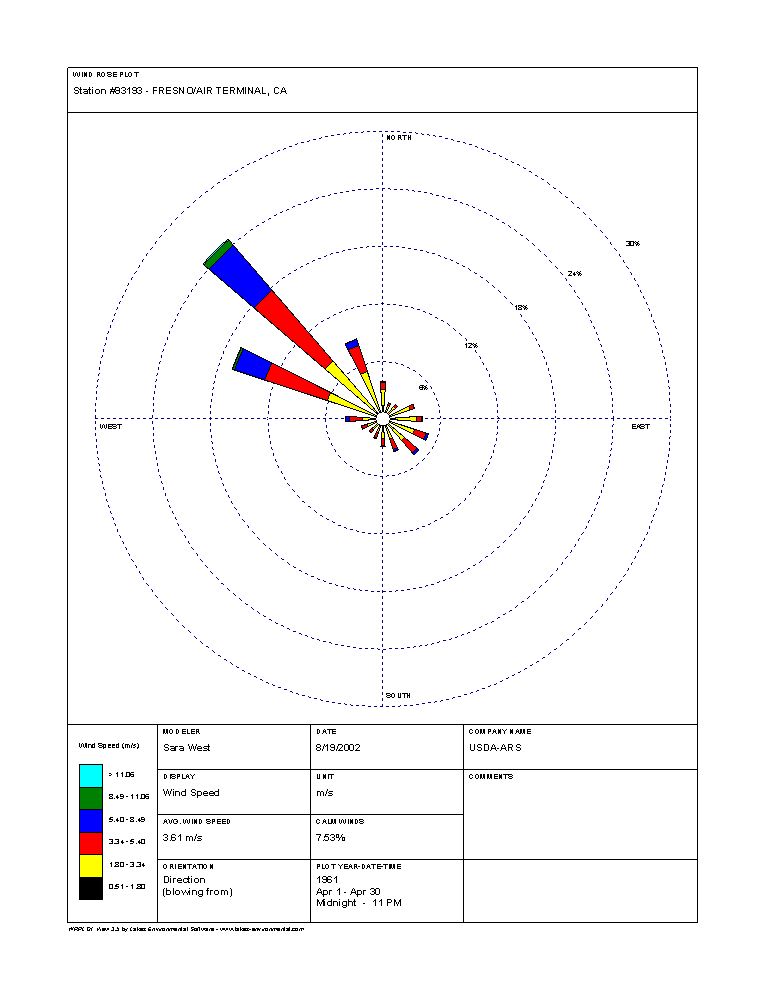
Роза вітрів Міжнародного аеропорту Фресно-Йосеміті, Каліфорнія, 1961—1990 роки.

Для визначення панівних вітрів найчастіше застосовується роза вітрів — графічне зображення частоти вітрів кожного напрямку у цій місцевості, побудоване у вигляді гістограми у полярних координатах. У такому зображенні, кожна риска у колі показує частоту вітрів цього напрямку, а кожне концентричне коло відповідає певній частоті. Роза вітрів може містити й додаткову інформацію, наприклад, кожна риска може бути забарвлена у різні кольори, що відповідають деякому діапазону швидкості вітру. Рози вітрів найчастіше мають 8 або 16 рисок, що відповідають основним напрямкам, тобто півночі (N), північному заходу (NW), заходу (W) і т. і., або N, NNW, NW, NWW, W і т. д., інколи число рисок становить 32. Якщо частота вітру певного напрямку або діапазону напрямків значно перевищує частоту вітру в інших напрямках, кажуть про наявність панівних вітрів у цій місцевості.

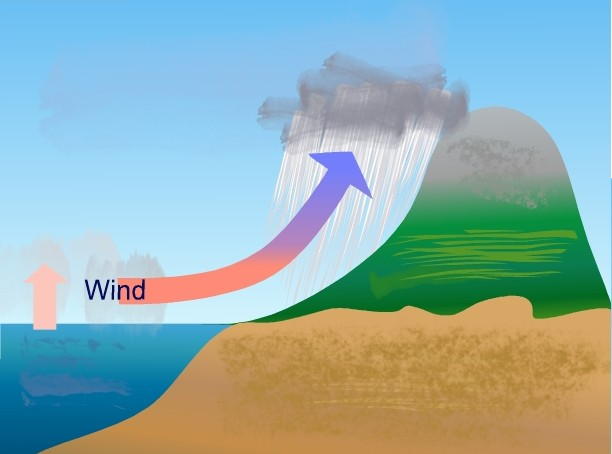
Схема орографічних опадів

Панівні вітри мають значний вплив на розподіл опадів поблизу перешкод, таких як гори, які має долати вітер. На навітряному боці гір випадають орографічні опади, що зумовлені підйомом повітря вгору та його адіабатичним охолодженням, в результаті волога, що міститься у ньому, конденсується та випадає у вигляді опадів. Навпаки, на підвітряному боці гір повітря опускається униз та нагрівається, зменшуючи таким чином відносну вологість та ймовірність опадів, утворюючи дощовий сутінок. У результаті, у гірських районах з панівними вітрами навітряний бік гір зазвичай характеризується вологим кліматом, а підвітряний — посушливим.

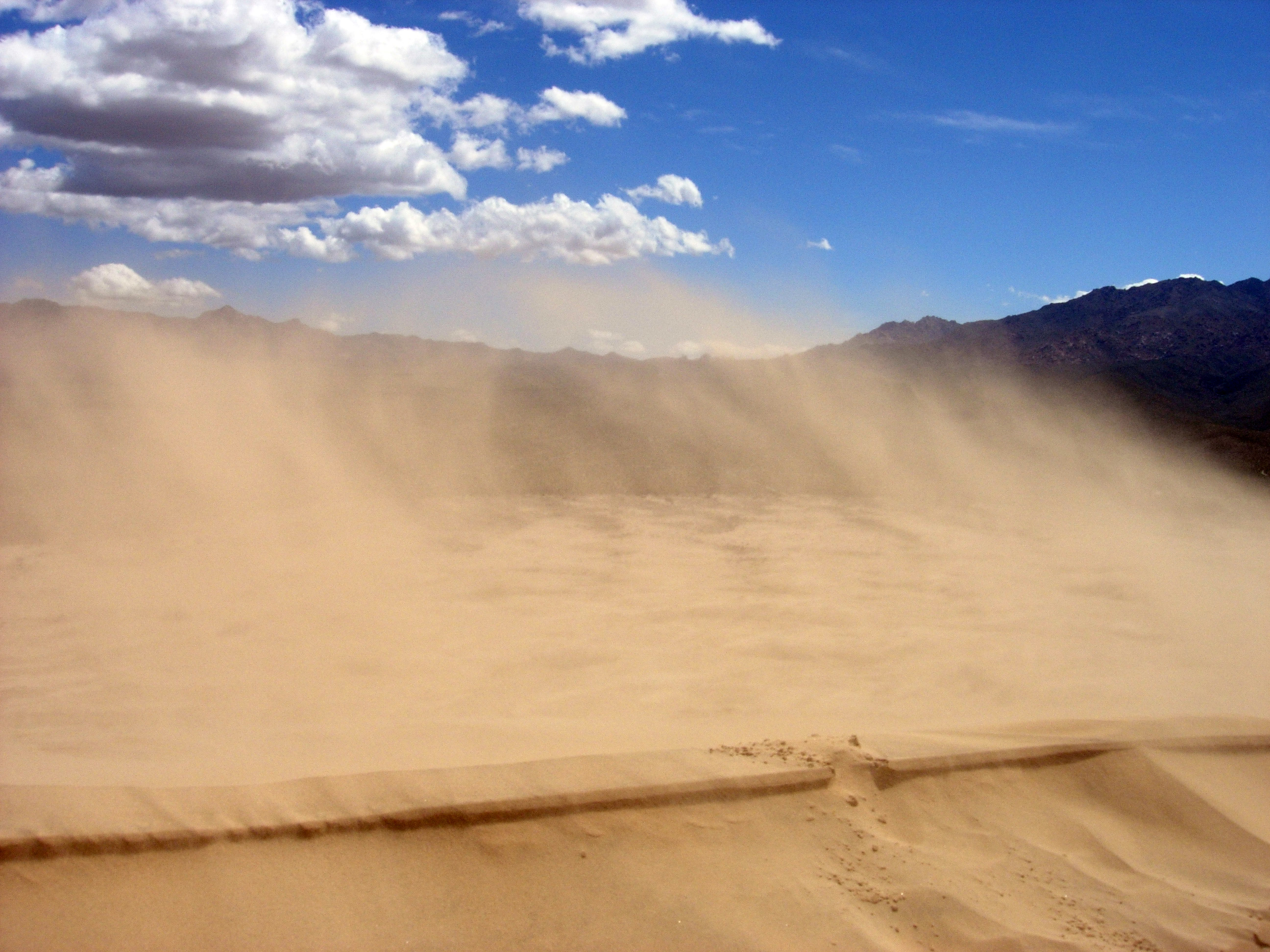
Вітер, що здуває пісок з вершини дюни у пустелі Мохаве, Каліфорнія.

Панівні вітри мають вплив і на живу природу, наприклад, вони переносять комах, тоді як птахи здатні боротися з вітром та дотримуватися свого курсу. Як результат, панівні вітри визначають напрямки міграції комах. Іншим впливом вітру на природу є ерозія, що зумовлюється панівними вітрами. Для захисту від такої ерозії часто будують бар'єри для вітру, у вигляді насипів, лісосмуг та інших перешкод, орієнтованих, для збільшення ефективності, перпендикулярно до напрямку панівних вітрів. Панівні вітри також призводять до утворення дюн у пустельних районах, що можуть орієнтуватися як перпендикулярно, так і паралельно напрямку вітрів.